# クラウ (デザート)
クラウ (ポルトガル語: curau, ポルトガル語発音: [kuˈɾaw]）は、熟していないトウモロコシの搾り汁を牛乳と砂糖で煮込んだ、ブラジルの甘いカスタード風デザートである。
クラウという言葉は、サンパウロ州やマットグロッソ州、マットグロッソ・ド・スル州といったブラジル南部の州で一般的である。ミナスジェライス州ではコラ（ポルトガル語: corá, 発音 [koˈɾa]）、リオデジャネイロ州ではパパ・デ・ミリョ（ポルトガル語: papa-de-milho, 発音 [ˈpapɐdʒiˈmiʎu]）、北部地域ではカンジカ（ポルトガル語: canjica, 発音 [kɐ̃ˈʒikɐ]）と呼ばれている。

## 一般的なレシピ
クラウを作るためには、未熟なトウモロコシまたはスイートコーン10本分の実に対して、0.5リットルから2リットルの牛乳と、1カップから3カップの砂糖が必要とされている。他の材料として、塩をひとつまみや、バター大さじ1などを加えてもよい。牛乳の一部をココナッツミルクやコンデンスミルクで代用してもよい。
トウモロコシの実をすりつぶした後、布製の袋に入れ、この袋に牛乳を少しずつ加えながら搾っていき、すりつぶしたトウモロコシからできるだけ多くの野菜汁を濾し取る。トウモロコシと牛乳をミキサーにかけたあと、細かいふるいにかけてかすを取り除いてもよい。
濾し取った液に砂糖やその他の材料を加え、コンロで約45分（または電子レンジで12分から15分）、よくかき混ぜながら加熱して、クリーム状にとろみをつける。その後、出来上がったクリームを適当な容器（デザートカップ、マフィン型、浅い天板など）に流し込む。
クラウは、カスタードくらいの固さまで固まれば、温めても冷やしても美味しく食べることができる。一般的には、粉状のシナモンがまぶされる。

## 大衆文化におけるクラウ
ブラジル北東部の町カルアルで開かれるフェスタジュニーナにおいて1999年から毎年、祭りのために巨大なカンジカが作られている。2008年の記録では、全長35mで、使用したトウモロコシは4500本であった。
ブラジル南部の州では、カンジカ（ポルトガル語: canjica）という言葉は、クラウとは別のデザートを指すために使われている。それは、完熟した白トウモロコシの種子を牛乳で柔らかくなるまで似た料理で、ブラジル北部の州ではムングンザ・ドセ（ポルトガル語: mungunzá doce）と呼ばれるものである。